# ستيلا آبد
ستيلا بيري أبد (بالإنجليزية: Stella Abidh)‏ (1903- 1989) كانت طبيبة الصحة العامة في جمهورية ترينداد وتوباغو. عملت كمسؤولة طبية للصحة في سان فرناندو وكمشرفة طبية للمدارس في جنوب ترينداد. يعتقد أنها أول امرأة ترينيدية هندية تصبح طبيبة.

## النشأة والتعليم
كانت ابد ابنة كلارينس كارمايكل ابد والذي كان مدير مدرسة البعثة الهندية الكندية في تشارليفيل وعضو المجلس التشريعي. توفت والدتها عندما كانت صغيرة. تلقت تعليمها في المدرسة الثانوية للبنات ناباريما في سان فرناندو حيث كانت أول طالبة تكمل شهادة جونيور كامبريدج ولاحقاً في دير القديس يوسف في بورت في إسبانيا. بعد رفضها للزواج الذي رتبته لها جدتها، أصبحت ستيلا معلمة مدرسة.:89
من قصة روزالي سانوار أول امرأة ترينيدية هندية أصبحت ممرضة استوحت ستيلا منها وقدمت طلب لدارسة التمريض. وكرد فعل لهذا اقترح والدها أن تصبح طبيبة. عندما اقترب من رئيس الكنيسة المشيخية ليساعده في إرسال ستيلا إلى كندا لدراسة الطب، أخبره «أنا لن أرسل الابنة لدارسة الطب، الفتيات الهنديات ضعيفات أخلاقياً ولن تكون قادرة على الوقوف في وجه هذه الضغوط». بعد أن وعدته أنها لن تكون «واحدة من هؤلاء الناس الهنود»، أرسلها والدها إلى كندا لدراسة الطب. حصلت على شهاد الطب من جامعة تورنتو وعلى إجازة رسمية من المجلس الطبي في كندا عام 1930.

## المهنة
يعتقد أنها أول امرأة ترينيدية هندية تصبح طبيبة. عملت كمسؤولة طبية للصحة في سان فرناندو وكمشرفة طبية للمدارس في جنوب ترينداد. تخصصت في الصحة العامة بعد ملاحظة أنها كانت تعالج بشكل رئيسي الأمراض التي يمكن الوقاية منها. وكانت نشطة بشكل خاص في الجهود المبذولة لاستئصال الإصابة بدودة الأنكلستوما. لعبت دوراً رائداً في نجاح الجهود المبذولة لاحتواء تفشي الحمى الصفراء في ترينداد وتوباغو في عامي 1954 و 1979.

## التأثير
في كتابهم ما بعد الاستعمار في ترينداد، دعا الأكاديميان البريطانيان كولين وجوليان كلارك ستيلا ابد «يمكن القول واحدة من اثنين من أبرز النساء المهنيات الهنديات في جيلهن». أدرجت كورين أفريل مكنايت، سفيرة ترينيداد وتوباغو السابقة لدى الولايات المتحدة، ستيلا ابد ضمن مجموعة صغيرة من «النساء الرائدات في [ترينيداد وتوباغو]» وأشارت إلى مساهمتها كـ «طبيبة ومحسنة إنسانية كبيرة وعاملة اجتماعية».:17

## الحياة الشخصية
أنتجت علاقة ابد بالزعيم العمالي أدريان كولا رينزي العديد من الأطفال، لكن لأنهم لم يكونا متزوجين، فقد منح الأطفال اللقب وو، وتربوا في كندا.

## التكريم والجوائز
حصلت ستيلا على ميدالية تشوكونيا (الذهبية) في عام 1988 وميدالية الاستحقاق للخدمة العامة (الذهبية) عام 1971 وبرزت على طابع بريدي أصدرته ترينداد وتوباغو في عام 1980.